# Sindrome di Alice nel Paese delle Meraviglie

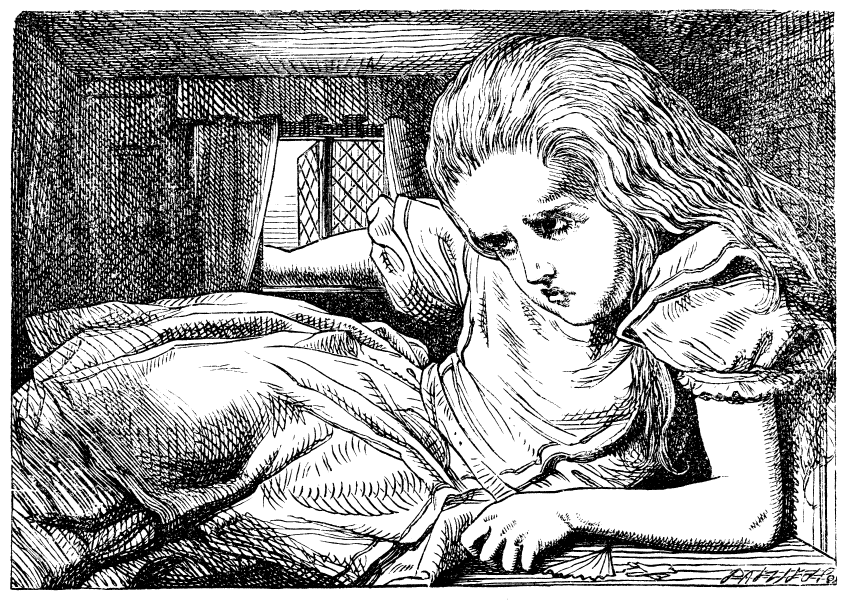
Un'illustrazione raffigurante uno dei sintomi della sindrome (da Le avventure di Alice nel Paese delle Meraviglie, 1865).

La sindrome di Alice nel Paese delle Meraviglie (AIWS: dall'inglese Alice in Wonderland syndrome), nota anche come Sindrome di Todd o Dismetropsia, è una condizione neuropsicologica che provoca una distorsione della percezione. Le persone possono sperimentare distorsioni nella percezione visiva degli oggetti, come apparire più piccoli (Micropsia) o più grandi (Macropsia) o sembrare più vicini (Pelopsia) o più lontani (Teleopsia) di quanto non siano in realtà. La distorsione può verificarsi anche per sensi diversi dalla vista.
La causa della sindrome di Alice nel Paese delle Meraviglie è attualmente sconosciuta, ma è stata spesso associata ad emicrania, trauma cranico o encefalite virale causata dall'infezione da virus Epstein–Barr. Si teorizza anche che possa essere causato da quantità anormali di attività elettrica, con conseguente flusso sanguigno anormale in quelle parti del cervello che elaborano la percezione visiva e la struttura. 
Sebbene ci siano casi di sindrome di Alice nel Paese delle Meraviglie sia negli adolescenti che negli adulti, è più comune nei bambini.

## Classificazione
Sebbene non siano concordati in letteratura, alcuni autori classificano solo i sintomi che implicano cambiamenti nella percezione dell'immagine corporea di una persona come vera sindrome di Alice nel Paese delle Meraviglie e usano invece il termine "sindrome simile ad Alice nel Paese delle Meraviglie" per classificare qualsiasi sintomo che implica cambiamenti nella percezione della vista, del tempo, dell'udito, del tatto o di altre percezioni extra-personali.

## Segni e sintomi
Con oltre 60 sintomi associati, la sindrome di Alice nel Paese delle Meraviglie colpisce il senso della vista, delle sensazioni, del tatto e dell'udito, nonché la percezione della propria immagine corporea. Emicrania, nausea, vertigini e agitazione sono anche sintomi comunemente associati alla sindrome di Alice nel Paese delle Meraviglie. I sintomi meno frequenti includono anche perdita di controllo e coordinazione degli arti, perdita di memoria, sensazioni tattili e sonore persistenti e instabilità emotiva. La sindrome di Alice nel Paese delle Meraviglie è spesso associata alla distorsione della percezione sensoriale, che coinvolge sintomi visivi, somatosensoriali e non visivi. La sindrome di Alice nel Paese delle Meraviglie è caratterizzata dalla capacità dell'individuo di riconoscere la distorsione nella percezione del proprio corpo ed è di natura episodica. Gli episodi della sindrome di Alice nel Paese delle Meraviglie variano in lunghezza da persona a persona. Gli episodi durano in genere da pochi minuti a un'ora e ogni episodio può variare in base all'esperienza.

### Distorsioni visive
Gli individui con la sindrome di Alice nel Paese delle Meraviglie possono sperimentare illusioni di espansione, riduzione o distorsione della propria immagine corporea, come microsomatognosia (sensazione che il proprio corpo o parti del corpo si stiano restringendo) o macrosomatognosia (sensazione che il proprio corpo o parti del corpo stanno diventando più alte o più grandi). Questi cambiamenti nella percezione sono noti collettivamente come metamorfopsie o allucinazioni lillipuziane, che si riferiscono a oggetti che appaiono più piccoli o più grandi della realtà. Anche le persone con determinate malattie neurologiche hanno sperimentato allucinazioni visive simili. All'interno della categoria delle allucinazioni lillipuziane, le persone possono sperimentare sia la micropsia che la macropsia. La micropsia è una condizione visiva anormale, che di solito si verifica nel contesto di allucinazioni visive, in cui la persona affetta vede gli oggetti come più piccoli di quanto non siano nella realtà. La macropsia è una condizione in cui l'individuo vede tutto più grande di quanto non sia in realtà. Queste distorsioni visive sono talvolta classificate come "sindrome simile ad Alice nel Paese delle Meraviglie" invece della vera sindrome di Alice nel Paese delle Meraviglie, ma sono spesso ancora classificate come sindrome di Alice nel Paese delle Meraviglie da professionisti della salute e ricercatori, poiché la distinzione non è ufficiale. È stato riportato, da Lanska e Lanska (2013), che di tutti i casi clinici, "Circa l'85% dei pazienti presenta distorsioni percettive in un'unica modalità sensoriale, ad esempio solo di natura visiva o solo qualche estetica. Inoltre, la maggior parte sperimenta solo un singolo tipo di distorsione, ad esempio solo micropsia o solo macropsia". 

### Allucinazioni
La zoopsia è un'allucinazione aggiuntiva che a volte è associata alla sindrome di Alice nel Paese delle Meraviglie. Le zoopsie coinvolgono allucinazioni di sciami di piccoli animali (ad es. formiche e topi, ecc.) o di gruppi isolati di animali più grandi (ad es. cani ed elefanti, ecc.). Questa esperienza di zoopsie è un sintomo condiviso di una varietà di condizioni, come il delirium tremens. Inoltre, alcune persone possono, in concomitanza con la febbre alta, sperimentare allucinazioni più intense e palesi, vedere cose che non ci sono e interpretare erroneamente eventi e situazioni.

### Depersonalizzazione/derealizzazione
Insieme a queste distorsioni di dimensioni, massa e forma del corpo, le persone con la sindrome di Alice nel Paese delle Meraviglie spesso sperimentano una sensazione di dissociazione dal proprio corpo, sentimenti, pensieri e ambiente.

### Distorsioni dell'udito e del tempo
Gli individui che soffrono della sindrome di Alice nel Paese delle Meraviglie possono anche spesso sperimentare la paranoia a causa di disturbi nella percezione del suono. Questi disturbi possono includere l'amplificazione dei suoni deboli o l'errata interpretazione dei suoni comuni. Altri cambiamenti uditivi includono la distorsione del tono e l'udito di voci, rumori o musica indistinguibili e strani. 
Una persona affetta dalla sindrome di Alice nel Paese delle Meraviglie può anche perdere il senso del tempo, un problema simile alla mancanza di prospettiva spaziale causata dalla distorsione visiva. Il tempo può sembrare scorrere molto lentamente, in modo simile a un'esperienza con l'LSD, e la mancanza di prospettiva nel tempo e nello spazio può anche portare a un senso distorto della velocità. Ad esempio, un oggetto potrebbe muoversi molto lentamente nella realtà, ma a una persona che sta vivendo distorsioni temporali, potrebbe sembrare che l'oggetto stesse correndo in modo incontrollabile lungo un tappeto mobile, causando un disorientamento grave e opprimente. Avere sintomi di distorsione del tempo è correlato a varie condizioni sottostanti, ad esempio uso di sostanze, emicrania, epilessia, trauma cranico ed encefalite. Indipendentemente dalla diagnosi di malattia di un individuo, le distorsioni temporali sono spesso incluse come sintomo associato alla sindrome di Alice nel Paese delle Meraviglie poiché sono classificate come distorsioni percettive. Pertanto, una persona può essere descritta come affetta dalla sindrome di Alice nel Paese delle Meraviglie anche se quella persona sta vivendo distorsioni temporali dovute ad una condizione sottostante.

## Cause
Poiché la sindrome di Alice nel Paese delle Meraviglie non è comunemente diagnosticata e documentata, è difficile stimare quali siano le cause principali, se ve ne sono. La causa di oltre la metà dei casi documentati della sindrome di Alice nel Paese delle Meraviglie è sconosciuta. Forme complete e parziali della sindrome di Alice nel Paese delle Meraviglie esistono in una serie di altri disturbi, tra cui epilessia, intossicazioni, stati infettivi, febbri e lesioni cerebrali. Inoltre, la sindrome è comunemente associata all'emicrania, così come all'uso di psicofarmaci. Può anche essere il sintomo iniziale del virus di Epstein–Barr (vedi mononucleosi) ed è stata suggerita una relazione tra la sindrome e la mononucleosi. All'interno di questa relazione suggerita, il virus di Epstein-Barr sembra essere la causa più comune nei bambini, mentre per gli adulti è più comunemente associato all'emicrania.

### Malattie infettive
Una revisione del 2021 ha rilevato che le malattie infettive sono la causa più comune della sindrome di Alice nel Paese delle Meraviglie, specialmente in pediatria. Alcuni di questi agenti infettivi includevano virus Epstein–Barr, virus Varicella Zoster, influenza, Zika, Coxsackievirus, Plasmodium falciparum protozoa e batteri Mycoplasma pneumoniae/Streptococcus pyogenes. L'associazione della sindrome di Alice nel Paese delle Meraviglie è più comunemente osservata con il virus di Epstein-Barr. Tuttavia, la patogenesi non è ben compresa al di là di queste revisioni. In alcuni casi, è stato segnalato che la sindrome di Alice nel Paese delle Meraviglie è associata a un'infezione da influenza A ed è possibile che ci siano anche altre cause non esaminate.

### Ipotesi cerebrali
La sindrome di Alice nel Paese delle Meraviglie può essere causata da quantità anormali di attività elettrica con conseguente flusso sanguigno anormale nelle parti del cervello che elaborano la percezione visiva e la struttura.
Le tecniche di medicina nucleare che utilizzano il tecnezio, eseguite su individui durante episodi di sindrome di Alice nel Paese delle Meraviglie, hanno dimostrato che la Sindrome di Alice nel Paese delle Meraviglie è associata a ridotta perfusione cerebrale in varie regioni corticali (frontale, parietale, temporale e occipitale), sia in combinazione che in isolamento. Un'ipotesi è che qualsiasi condizione che determini una diminuzione della perfusione delle vie visive o dei centri di controllo visivo del cervello possa essere responsabile della sindrome. Ad esempio, uno studio ha utilizzato la tomografia computerizzata a emissione di fotoni singoli per dimostrare una ridotta perfusione cerebrale nel lobo temporale nelle persone con sindrome di Alice nel Paese delle Meraviglie. 
Altre teorie suggeriscono che la sindrome sia il risultato di una disfunzione corticale non specifica (ad esempio da encefalite, epilessia, diminuzione del flusso sanguigno cerebrale) o ridotto flusso sanguigno ad altre aree del cervello. Altre teorie suggeriscono che le percezioni distorte dell'immagine corporea derivino dall'interno del lobo parietale. Ciò è stato dimostrato dalla produzione di disturbi dell'immagine corporea attraverso la stimolazione elettrica della corteccia parietale posteriore. Altri ricercatori suggeriscono che le metamorfopsie, o distorsioni visive, possono essere il risultato di una ridotta perfusione del lobo parietale posteriore non dominante durante gli episodi di emicrania. 
Durante tutti gli studi di neuroimaging, diverse regioni corticali (inclusa la giunzione temporoparietale all'interno del lobo parietale e la via visiva, in particolare il lobo occipitale) sono associate allo sviluppo dei sintomi della sindrome di Alice nel Paese delle Meraviglie.